# (500083) 2011 YO11
(500083) 2011 YO11 es un asteroide perteneciente al cinturón de asteroides, descubierto el 27 de noviembre de 2011 por el equipo del Mount Lemmon Survey desde el Observatorio del Monte Lemmon, Arizona, Estados Unidos.

## Designación y nombre
Designado provisionalmente como 2011 YO11.

## Características orbitales
2011 YO11 está situado a una distancia media del Sol de 2,285 ua, pudiendo alejarse hasta 2,521 ua y acercarse hasta 2,050 ua. Su excentricidad es 0,102 y la inclinación orbital 6,645 grados. Emplea 1262,31 días en completar una órbita alrededor del Sol.

## Características físicas
La magnitud absoluta de 2011 YO11 es 17,5.